# 354e régiment d'infanterie
Le 354e régiment d'infanterie (354e RI) est un régiment d'infanterie de l'Armée de terre française constitué en 1914 avec les bataillons de réserve du 154e régiment d'infanterie.
À la mobilisation, chaque régiment d'active créé un régiment de réserve dont le numéro est le sien plus 200.

## Création et différentes dénominations
- Création août 1914 : 354e Régiment d'Infanterie
- Dissolution juin 1916.

## Chefs de corps
- 1914 - 26 septembre 1915 : Louis Joseph Bonne[1],[2] (†)

## Historique des garnisons, combats et batailles du354eRI

### Première Guerre mondiale

#### Affectations
- 56e Division de Réserve d'août 1914 à juin 1916.

#### 1914
Le 2 septembre 1914, une partie de l'unité est engagée dans le combat de Mortefontaine qui est considéré comme le combat le plus proche de Paris et le « point extrême de l'avance ennemie ».

## Drapeau
Il porte, cousues en lettres d'or dans ses plis, les inscriptions suivantes :
- L'Ourcq 1914
- Champagne 1915